# NGC 2720
NGC 2720 (również PGC 25238 lub UGC 4710) – galaktyka eliptyczna (E-S0), znajdująca się w gwiazdozbiorze Raka. Odkrył ją Albert Marth 10 marca 1864 roku.